# Will Stronger than Death
Will Stronger than Death è un album in studio del gruppo musicale Graveland, pubblicato il 2007 dalla No Colour Records. 

## Tracce
1. Fire Dragon of Black Sun – 8:05
2. Throne of the Granite – 8:07
3. Battle of the Giants – 9:04
4. Fire and Snow – 7:01
5. Apocalypto – 7:47
6. Victoria Divina – 5:55
7. Shadows of the Past – 8:30

## Formazione
- Rob Darken - tutti gli strumenti, voce